# سيامكو سورية
الشركة السورية الإيرانية لصناعة السيارات 'سيامكو' (بالإنجليزية:The Syrian Iranian Car Manufacturing Company Siamko) شركة سورية إيرانية تختص بـصناعة السيارات تأسست عام 2007م مقرها يقع في عدرا الصناعية ,محافظة دمشق أول منتجاتها سيارة شام

## المنتجات
- سيارة شام - عام 2007م
- سيارة شمرا - عام 2015م
- سيارة بالميرا - عام 2016م
- سيارة شهباء - عام 2017م